# 아우디 Q4 e-트론
아우디 Q4 e-트론은 아우디에서 생산하는 배터리 전기 컴팩트 럭셔리 크로스오버 SUV이다. 폭스바겐 그룹의 전기 MEB 플랫폼을 기반으로 하며, 아우디 Q8 e-트론 (이전 아우디 e-트론), e-트론 GT 및 Q2L e-트론에 이어 아우디 e-트론 시리즈의 네 번째 완전 전기 모델이다. 2021년 3월에 생산이 시작되었으며, 생산 버전은 2021년 4월에 공개되었다.
Q4 e-트론은 회사의 전전 시기 이래로 츠비카우에서 생산된 최초의 아우디라는 점에서도 주목할 만하다. 츠비카우는 역사적인 아우디 회사와 그 전신인 호르히가 1932년에 아우토우니온으로 합병되기 전의 원래 설립 장소였다.

## 개요
Q4 e-트론은 2019년 제네바 모터쇼에서 거의 양산형에 가까운 콘셉트 차량으로 처음 공개되었다. 아우디가 "시장의 핵심"이라고 부르는 컴팩트 SUV 부문에 위치하며, 아우디 Q5보다 약간 짧은 4.58 m (180 in)의 길이를 가지지만, 아우디는 Q4 e-트론이 비교할 만한 실내 공간을 제공한다고 주장한다. 86 cm (34 in)으로 프론트 오버행이 비교적 짧아 전체적인 치수를 더 컴팩트하게 유지하면서도 2.76 m (109 in)의 휠베이스를 허용한다.
프론트 휠 아치 앞의 스포일러, 후면 스포일러 또는 헤드라이트 아래의 바와 같은 많은 외관 디자인은 차량의 공기역학을 염두에 두고 도입되었다. Q4 e-트론은 스포트백 버전에서 0.26의 항력 계수를 달성하며, 일반 루프라인 모델에서는 0.28로 나빠진다. 19인치에서 21인치 사이의 휠 크기가 제공된다.
선택 사양으로는 증강 현실 헤드업 디스플레이와 11.6 in (29 cm) 인포테인먼트 화면이 있으며, 음성 명령으로 제어할 수 있다.

트렁크 공간은 520 L이며, 2열 좌석을 접으면 (40:20:40 분할) 1,490 L로 확장된다. 스포트백 버전은 535/1,460 L를 제공한다.

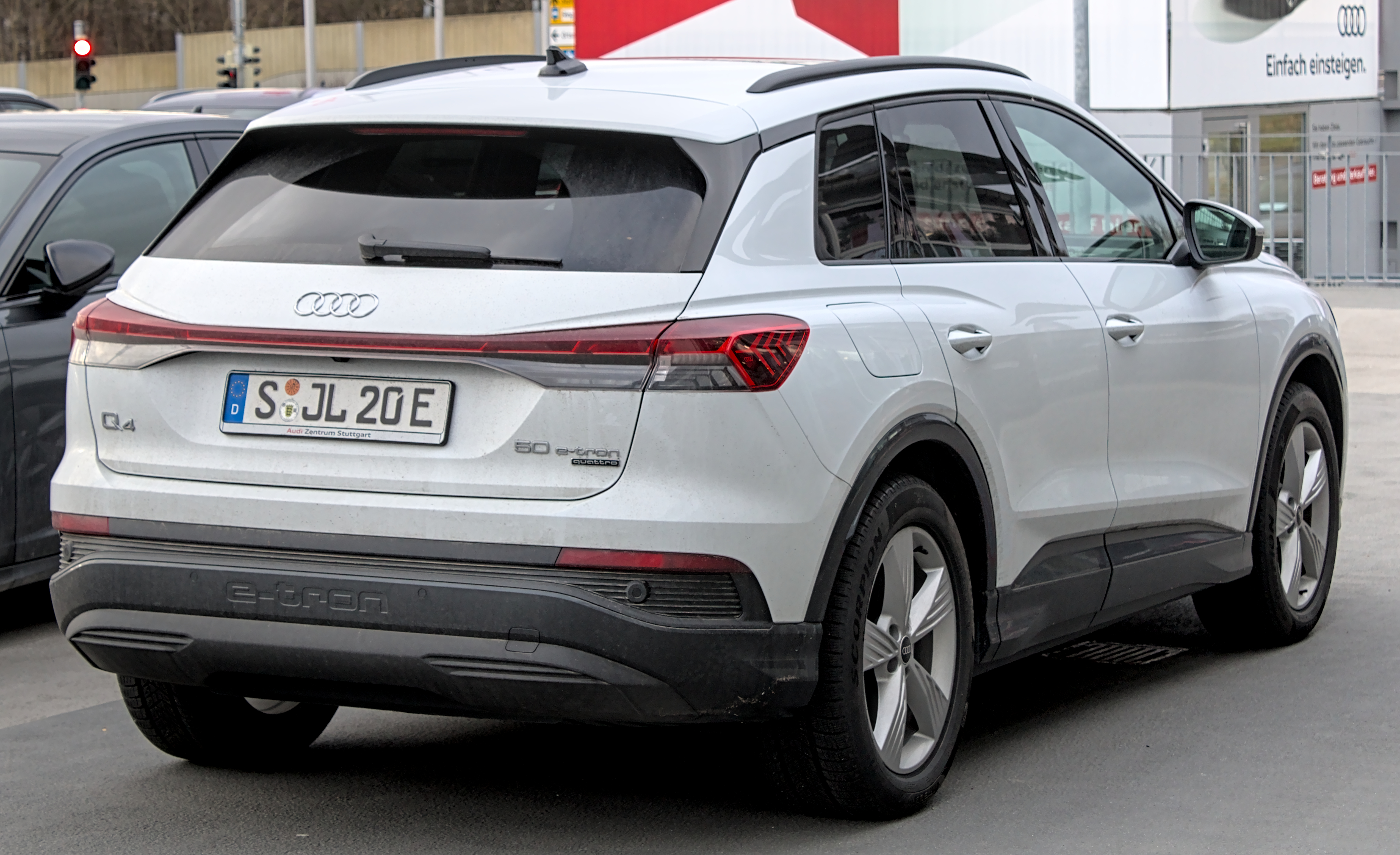
후면
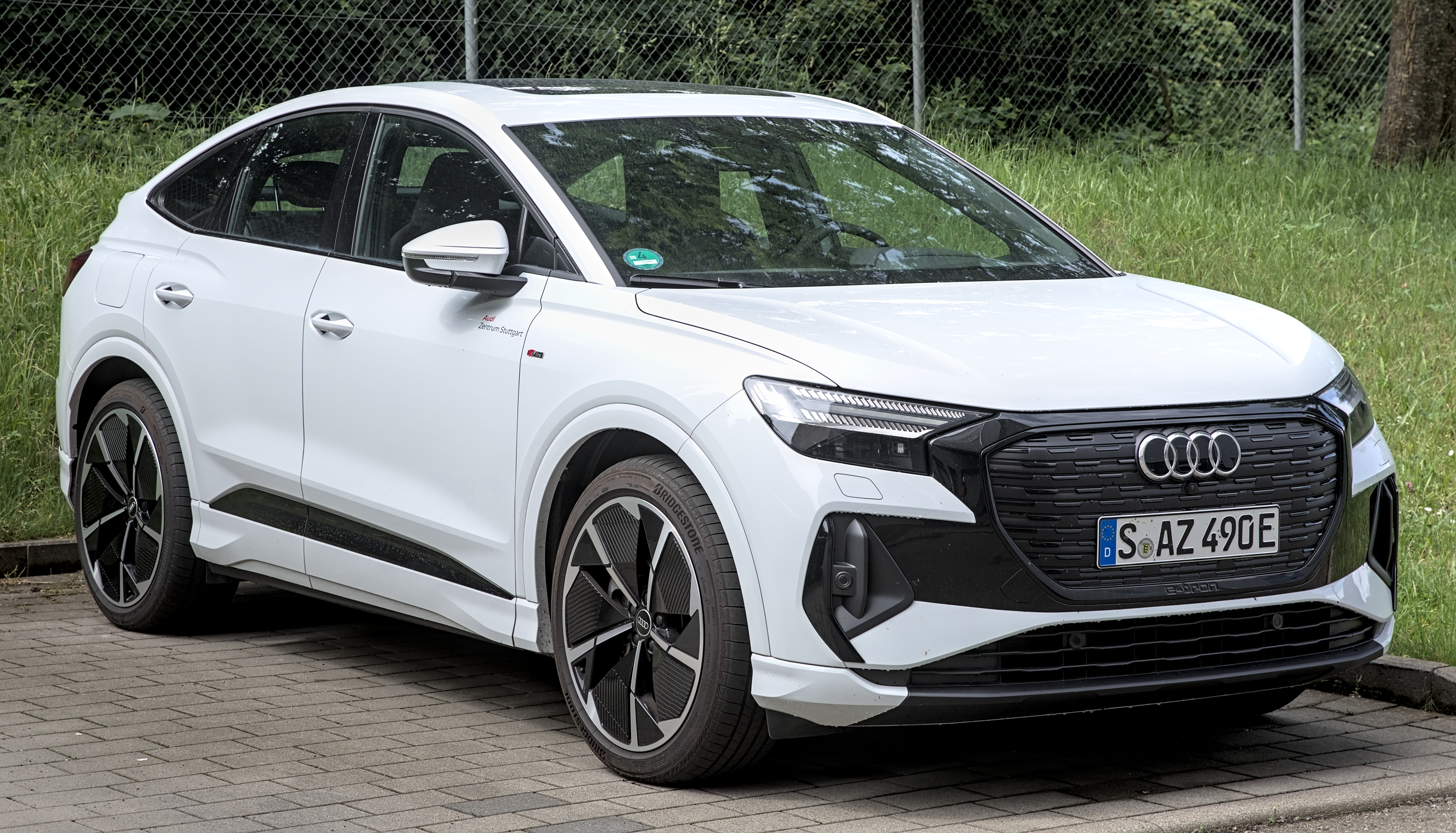
전면 (스포트백)
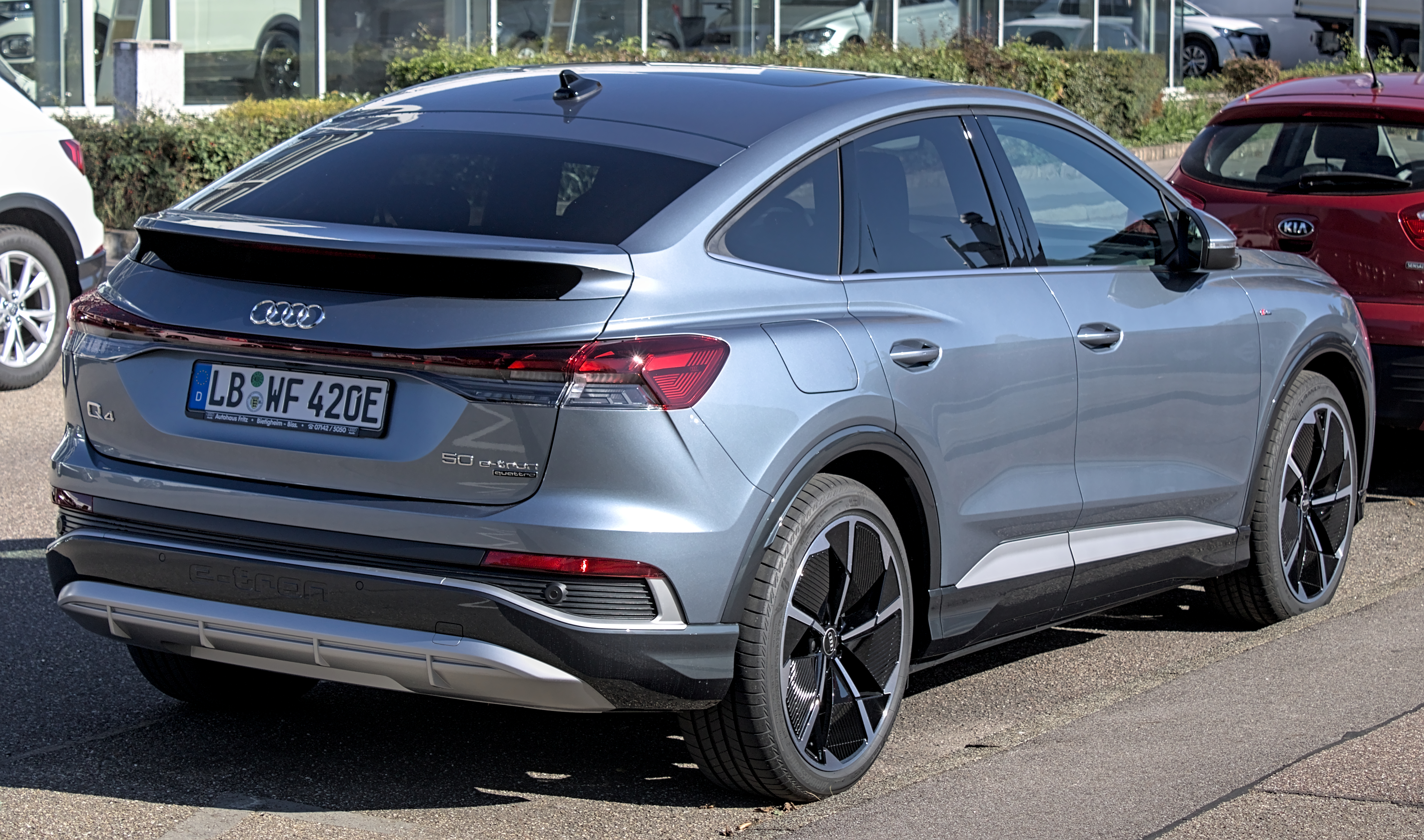
후면 (스포트백)
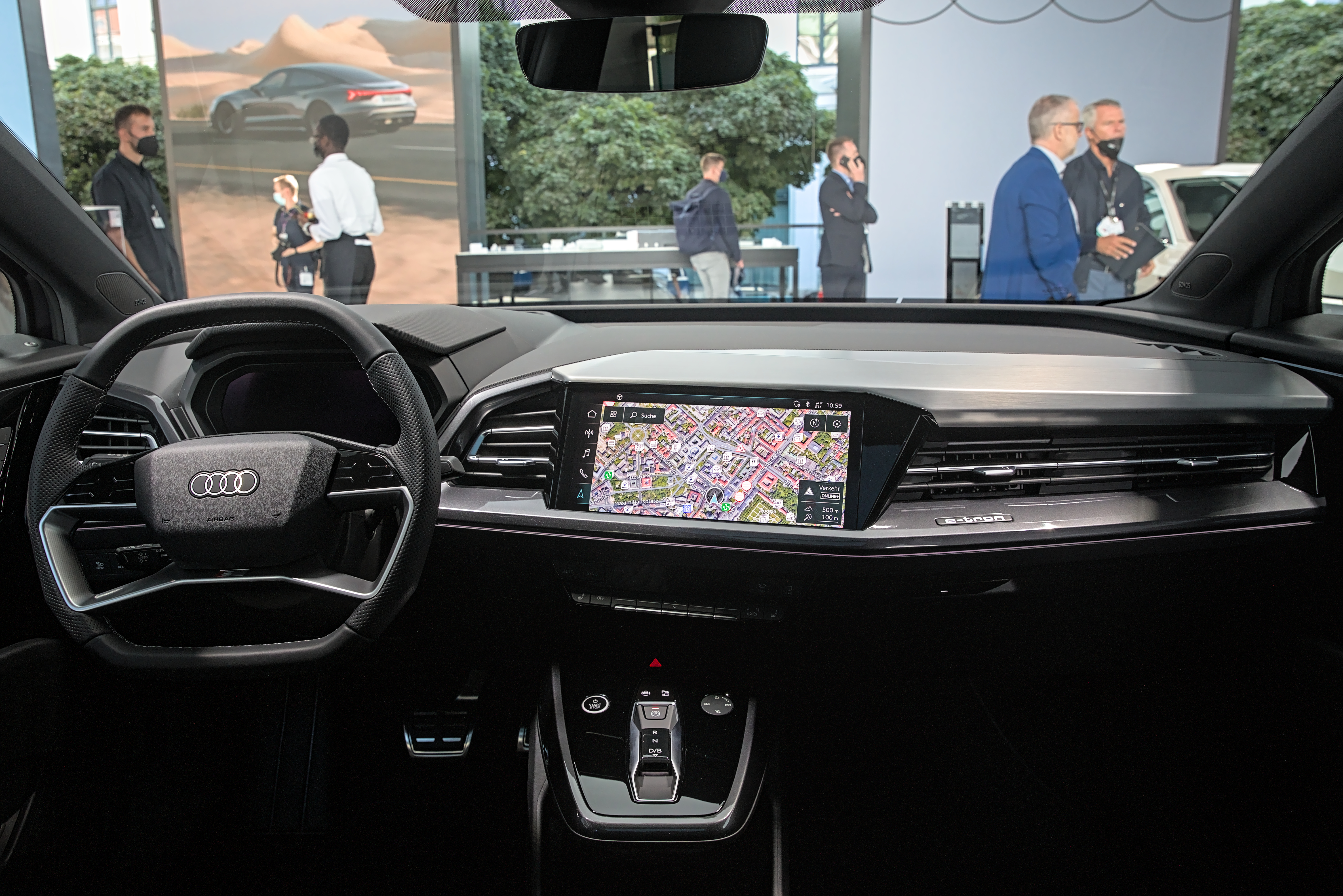
내부
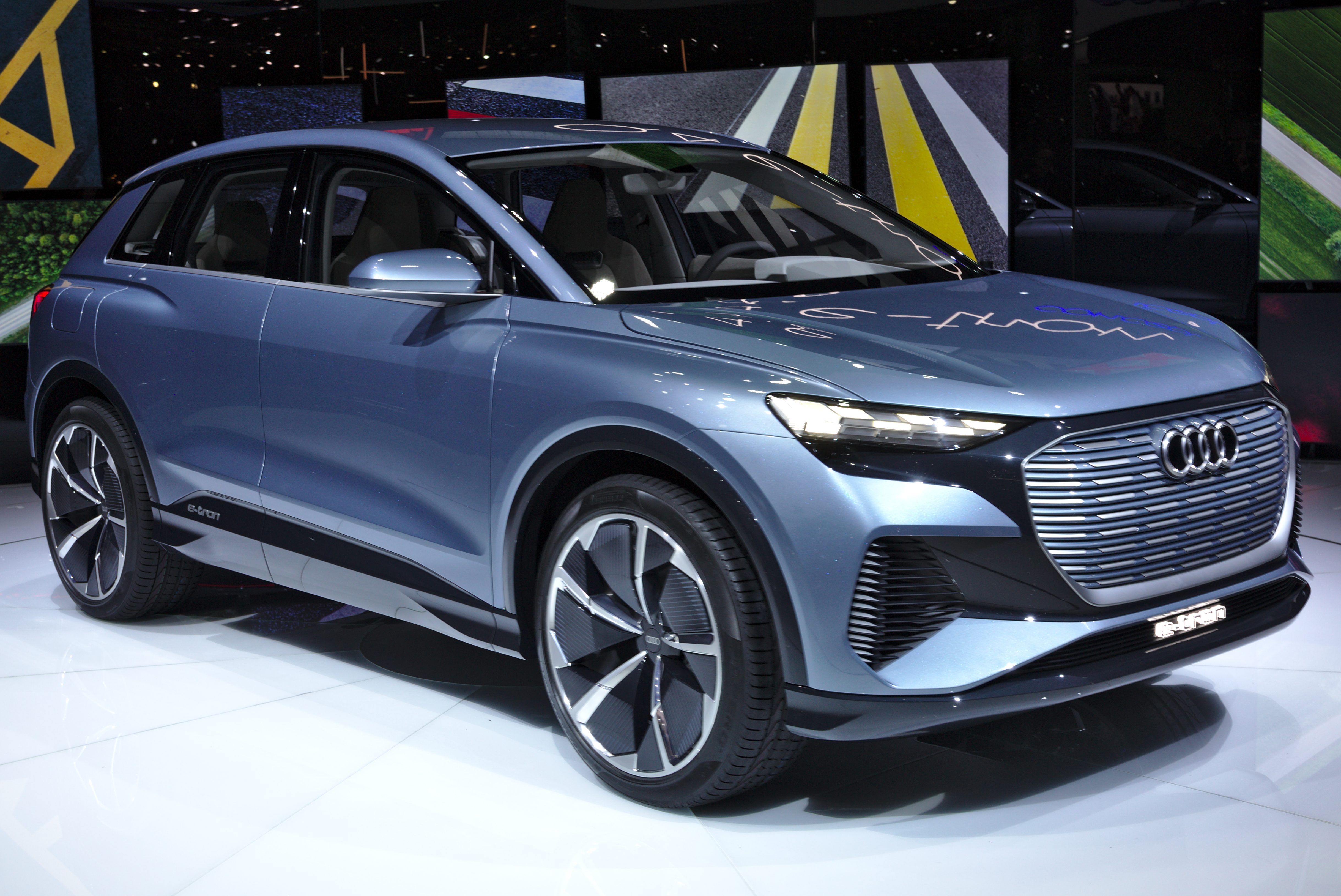
아우디 Q4 e-트론 콘셉트

## 시장

### 유럽
유럽 시장 출시는 2021년 6월에 시작될 예정이며, 독일에서 기본 Q4 35 e-트론의 가격은 41,900유로부터 시작한다. 40 트림은 47,500유로부터 시작하며, Q4 50 e-트론 콰트로는 52,900유로부터 시작한다. 2021년 7월, 아우디는 덜 강력한 사륜구동 버전인 45 e-트론 콰트로를 제공하기 시작했다. 스포트백 모델은 여름 말에 출시될 예정이며, 가격은 약 2,000유로 더 비쌀 것이다.
두 가지 전용 "에디션" 모델이 모든 구동 변형에서 각각 6,195유로 더 비싸게 출시될 예정이며, 파란색 또는 회색 페인트와 추가 외관 변경을 제공한다.

### 북미
Q4 e-트론은 2022년 모델 연식을 위해 2021년 말에 미국에 도착할 예정이며, 가격은 45,000달러 미만부터 시작한다. 미국에서는 엔트리 모델이 Q4 40 e-트론이 될 것이며, 따라서 더 큰 77 kWh 배터리 팩을 사용하는 모델만 미국 시장에서 제공될 것이다.
EPA는 듀얼 모터 Q4 50의 주행 거리를 241 마일 (388 km)로 추정했으며, 고속도로/시내 복합 등급은 95 MPGe이다.

### 중국
중국 시장의 경우, Q4 e-트론은 FAW-폭스바겐의 포산시 공장에서 조립될 예정이다. Q4 e-트론 스포트백은 2023년 11월에 포산 공장에서 생산을 시작했다.

## 제원

### 파워트레인
후륜 구동(RWD) 모델은 후방 차축에 위치한 수냉식 브러시리스 영구 자석 동기 모터를 사용하며, 최대 150 kW (201 hp)의 출력과 310 N·m (230 lb·ft)의 토크를 생성하고 최대 16,000 rpm의 속도로 회전한다. 모터는 13:1의 고정 기어비를 가진 1단 변속기와 연결되며, 일반적으로 "90%를 훨씬 상회하는" 효율로 작동한다.
모터, 변속기 및 전력 전자 장치(DC/AC 변환기)는 함께 약 90 kg (200 lb)의 무게를 가진 컴팩트한 구동 장치를 형성한다.
사륜 구동 콰트로 모델의 경우, 추가 비동기 모터가 전방 차축에 위치하여 필요에 따라 14,000 rpm의 속도로 최대 75 kW (101 hp)의 추가 출력을 제공한다. 대부분의 상황에서 전방 모터는 전체 효율을 높이기 위해 활성화되지 않는다. 전방 모터의 1단 기어는 10:1의 비율로 고정되어 있으며, AWD 모델의 후방 모터는 11.5:1의 비율로 작동한다.
제동 시 후륜 구동 모델은 0.15 g의 힘까지, 사륜 구동 모델은 0.3 g까지 에너지를 회생할 수 있으며, 이는 최대 145 kW (194 hp)의 출력에 해당한다. 주행 시 차량은 기본적으로 관성 주행으로 설정되어 있으며, 0.15 g까지의 회생은 선택 사항이다.
모터의 회전자와 고정자는 잘츠기터에 있는 폭스바겐 그룹 부품 공장에서 생산되며, 1단 변속기도 제작되는 카셀에서 조립된다. 중국 시장의 경우, 전기 구동 부품은 톈진시에서 생산된다.

### 배터리
배터리는 액체 냉각 리튬 이온 전지팩으로 구성되며, 알루미늄 케이스 안에 개별 배터리 셀을 포함하는 10개 또는 12개의 모듈이 들어 있다. 작은 배터리는 55/52 kWh의 에너지 용량을 가지며, 큰 팩은 82/77 kWh이며 각각 350 kg (770 lb) 및 500 kg (1,100 lb)의 무게를 가진다.
배터리 시스템은 폭스바겐 그룹 공장에서 조립되지만, 니켈-망간-코발트(NMC) 배터리 셀은 LG 에너지 솔루션 및 CATL과 같은 공급업체에서 공급받는다. 츠비카우 공장의 경우, LG의 브로츠와프 공장에서 모듈로 사전 조립된 배터리 셀은 기차로 브라운슈바이크로 운송되어 배터리로 조립된다.
이상적인 조건에서 125 kW (168 hp)의 속도로 공공 DC 고속 충전기에서 충전할 경우, 아우디는 82/77 kWh 배터리 팩이 38분 만에 5%에서 80%까지 충전될 수 있다고 주장한다.
아우디 Q4 e-트론
| 모델                | 연식    | 배터리 용량 전체/사용 가능 kWh | 구동계 | 출력 kW         | 토크 N⋅m | 0–100 km/h (0–62 mph) | 최고 속도 | 공차 중량 / kg      | 주행 거리 (WLTP) | DC 충전 [kW] | AC 충전 온보드 [kW] | 충전 시간                                                                              |
| ------------------- | ------- | ------------------------------ | ------ | --------------- | -------- | --------------------- | --------- | ------------------- | ---------------- | ------------ | ------------------- | -------------------------------------------------------------------------------------- |
| Q4 35 e-트론        | 2021년- | 55 / 52                        | RWD    | 125 kW (168 hp) | 310      | 9초                   | 160       | 1,890 kg (4,170 lb) | 341 km (212 mi)  | 최대 100     | 7.2                 | 100%: 450분 (AC 1상 월박스/충전 스테이션 7.2kW); 80%: 36분 (DC 충전 스테이션 110.0kW)  |
| Q4 40 e-트론        | 2021년- | 82 / 77                        | RWD    | 150 kW (200 hp) | 310      | 8.5초                 | 160       | 2,020 kg (4,450 lb) | 520 km (320 mi)  | 125          | 11                  | 100%: 450분 (AC 3상 월박스/충전 스테이션 11.0kW); 80%: 29분 (DC 충전 스테이션 135.0kW) |
| Q4 45 e-트론 콰트로 | 2021년- | 82 / 77                        | AWD    | 195 kW (261 hp) | 425      | 6.9초                 | 180       | 2,210 kg (4,870 lb) | 490 km (300 mi)  | 125          | 11                  | 100%: 450분 (AC 3상 월박스/충전 스테이션 11.0kW); 80%: 29분 (DC 충전 스테이션 135.0kW) |
| Q4 50 e-트론 콰트로 | 2021년- | 82 / 77                        | AWD    | 220 kW (300 hp) | 460      | 6.2초                 | 180       | 2,210 kg (4,870 lb) | 485 km (301 mi)  | 125          | 11                  | 100%: 450분 (AC 3상 월박스/충전 스테이션 11.0kW); 80%: 29분 (DC 충전 스테이션 135.0kW) |

### 서스펜션
Q4 e-트론은 맥퍼슨 전륜 및 5링크 후륜 서스펜션을 사용한다.

### 견인
RWD 모델은 최대 1,000 kg (2,200 lb)을, AWD 모델은 선택 사양인 트레일러 히치 장착 시 최대 1,200 kg (2,600 lb)을 견인할 수 있다.

## 평가 및 반응
2022년 12월, 블룸버그는 일론 머스크에게 불만을 가진 소비자들을 위해 아우디 Q4 e-트론이 모델 Y의 훌륭한 대안이라고 언급했다.

## 지속 가능성
아우디에 따르면, 유럽 및 미국용 Q4 e-트론 생산에는 츠비카우에서 전적으로 "친환경 전기"를 사용하며, 공급업체에도 동일한 기준을 요구한다. 아우디는 또한 생산 과정에서 "피할 수 없는" 배출량은 탄소 상쇄 구매를 통해 완화되며, 이를 바탕으로 Q4 e-트론을 유럽 및 미국 고객에게 인도 시 "순 제로 탄소 배출" 차량으로 판매한다고 주장한다.
"디나미카" 극세사 및 "펄스" 패브릭 인테리어 옵션은 각각 45% 및 50%의 재활용 소재로 구성되어 있다.